# Myos Hormos
Myos Hormos (Oudgrieks: Μυὸς Ὅρμος, Myòs Hormos, "mosselhaven" < μῦς / mus, "mossel") was een belangrijke haven- en koopstad in Ptolemeïsch Egypte aan de Arabische Golf, ongeveer tegenover de zuidspits van Arabia Petraea, door Ptolemaeus II Philadelphus aangelegd en waarvan nog ruïnes bestaand, huidige El Quseir.

## Referentie
- art. Myos Hormus, in F. Lübker - trad. ed. J.D. Van Hoëvell, Classisch Woordenboek van Kunsten en Wetenschappen, Rotterdam, 1857, p. 628.